# México en la piel
Albums de Luis Miguel
33
(2003) Grandes éxitos
(2005)
Singles
México en la Piel (français : Le Mexique dans la peau) est le seizième album studio du chanteur mexicain Luis Miguel. Sorti le 9 novembre 2004 par Warner Music Latina, c'est le premier album mariachi de Miguel. Le disque contient treize reprises de mariachis, accompagnées par l'ensemble folklorique Vargas de Tecalitlán. Armando Manzanero en a été le directeur musical et Miguel le producteur. L'album a été enregistré chez Ocean Way Recording à Hollywood, en Californie, en juillet 2004. Une édition spéciale, México en la Piel : Edición Diamante, est sortie le 5 septembre 2005 avec deux chansons supplémentaires et un DVD avec cinq clips musicaux. Quatre singles sont sortis de l'album : El Viajero, Que Seas Feliz, Sabes una Cosa, et Échame a Mí la Culpa. Mi Ciudad est sorti en single de l'édition spéciale.
L'album a reçu des appr´ciations mitigées de la part des critiques musicaux ; certains ont loué la prestation de Miguel et la musique de Mariachi Vargas, et d'autres ont trouvé ses arrangements trop lisses. Cependant, il a reçu le Grammy Award du meilleur album mexicain/américain et le Latin Grammy Award du meilleur album ranchero et a atteint la première place en Argentine, en Espagne et dans le classement Billboard Top Latin Albums aux États-Unis. En 2011, l'album s'était vendu à plus de trois millions d'exemplaires. Miguel s'est lancé dans une tournée de deux ans qui a rapporté plus de 90 millions de dollars, la tournée la plus lucrative d'un artiste latin.

## Contexte et enregistrement
Miguel a sorti 33, un album pop avec du matériel original, en 2003. Il a reçu des appréciations défavorables de la part des critiques musicaux (qui ont trouvé l'album trop similaire à ses précédents enregistrements pop), et n'a pas connu de succès commercial,. Le 4 août 2004, Miguel a annoncé qu'il sortirait un album de standards mariachis en novembre. Il a expliqué pourquoi il avait choisi d'enregistrer un album de reprises de mariachis : « Je l'ai fait avec l'intention de sauver, de faire revivre pour les jeunes, des chansons qui ne peuvent pas être oubliées », en le qualifiant d'hommage à ses racines. México en la Piel a été enregistré à l'Ocean Way Recording de Hollywood en juillet 2004. Miguel a collaboré avec Vargas de Tecalitlán sur l'album et a fait appel à son collaborateur de longue date, l'auteur-compositeur-interprète mexicain Armando Manzanero, pour l'aider dans la direction musicale. Miguel a produit l'album lui-même.
México en la Piel est sorti le 9 novembre 2004 par Warner Music Latina. L'album comporte douze reprises et un titre bonus : Sabes una Cosa. Le 31 janvier 2005, Warner Music a réédité l'album avec une autre pochette. À l'origine, la pochette arrière comportait un drapeau mexicain de couleur sépia, mais le gouvernement mexicain a demandé à la maison de disques de le retirer en raison de la loi mexicaine qui interdit de modifier les couleurs du drapeau. La couverture arrière a été remplacée par la photo d'un charro sur un cheval. Une édition spéciale de l'album, México en la Piel : Edición Diamante, est sortie le 5 septembre 2005. Elle comporte deux nouveaux titres (Por un Amor et Mi Ciudadr) et un DVD avec cinq clips des chansons mariachis de Miguel.

## Promotion

### Tournée
Pour promouvoir México en la Piel, Miguel a commencé une tournée le 13 septembre 2005 au Save Mart Center de Fresno, en Californie,. Le chanteur a effectué une tournée aux États-Unis, au Mexique, en Amérique du Sud et en Espagne,. La tournée s'est terminée le 23 septembre 2007 au pavillon Hyundai (en) de San Bernardino, en Californie. Elle a rapporté plus de 90 millions de dollars en 124 représentations et plus de 1,4 million de spectateurs, ce qui constitue la tournée la plus lucrative d'un artiste latin,. La liste des chansons de la tournée comprenait des mariachis de México en la Piel, des boléros et des morceaux rythmés des précédents albums de Miguel. Il a inclus des chansons de son album de Noël, Navidades (2006), pour la quatrième étape de la tournée.

### Singles
El Viajero, le premier single de l'album, est sorti le 15 septembre 2004 pour coïncider avec le jour de l'indépendance du Mexique. Son clip a été tourné à Amatitán, dans l'État de Jalisco et a été réalisé par Pedro Torres. Le deuxième single de l'album, Que Seas Feliz, est sorti le 26 septembre 2004. Le single a atteint la troisième place du classement Billboard Hot Latin Songs et la neuvième place du hitparade Regional Mexican Songs (en),. Sa vidéo, également tournée en Amatitán et réalisée par Torres, met en vedette l'actrice mexicaine Yadhira Carrillo (en). Que Seas Feliz est le thème principal de la telenovela mexicaine, Apuesta por un amor (en) (2004). Sabes una Cosa est sorti en tant que troisième single de l'album le 22 janvier 2005 et a atteint les huitième et neuvième places des hit-parades Hot Latin Songs et Regional Mexican Songs, respectivement,,. Le quatrième single de l'album, Échame a Mí la Culpa, a atteint la 18e place du classement des Hot Latin Songs. De Qué Manera Te Olvido est sorti en tant que single promo en Espagne. Mi Ciudad est sorti le 29 août 2005 en tant que single promotionnel de l'édition spéciale de México en la Piel.

## Accueil et récompenses
Le critique d'AllMusic, Alex Henderson, a attribué à México en la Piel quatre étoiles sur cinq, en félicitant Miguel pour l'enregistrement d'un album de mariachis. Henderson a également salué l'implication de Mariachi Vargas, et a qualifié l'album de « l'une des sorties les plus essentielles [de Miguel] ». La rédactrice en chef du Billboard, Leila Cobo, a également donné une critique positive de l'album, déclarant que la voix de Miguel est « imprégnée d'un enthousiasme sincère » et qualifiant les morceaux de « stylisés et adaptés à la radio ». Laura Emerick du Chicago Sun-Times lui a donné deux étoiles sur quatre, en écrivant que Miguel se produit avec son « style caractéristique à part entière » et que les arrangements de Manzanero sont « strictement rétro », avec une orchestration « brillante ». Le critique du Los Angeles Times, Augustin Gurza, a également accordé deux étoiles sur quatre à l'album, écrivant que les morceaux étaient « habillés par des arrangements orchestraux très chargés qui remplacent le grésillement de la campagne par des prétentions urbaines ». Selon Gurza, Mariachi Vargas ne pouvait pas « rassembler beaucoup d'esprit mariachi » et le disque semblait « sans âme ». Mario Tarradell, du Dallas Morning News, l'a qualifié de « meilleur disque de Miguel depuis des années », notant que l'album « met en scène le chanteur mexicain qui se défie avec un lot de chansons passionnées ».
Lors de la 6e édition des Latin Grammy Awards en 2005, México en la Piel a été désigné meilleur album de Ranchera. Lors de la 13e édition des prix Billboard de musique latine, cette année-là, il a été désigné meilleur album régional mexicain d'un artiste solo masculin. L'album a été désigné meilleur album aux Grammy Awards 2006.

## Ventes
Aux États-Unis, México en la Piel a débuté en tête du hitparade Billboard Top Latin Albums la semaine du 27 novembre 2004 et a passé cinq semaines en tête du classement. L'album a terminé l'année 2005 en septième position des meilleures ventes d'albums latins dans le pays, et a été certifié quadruple platine dans le domaine latin par la Recording Industry Association of America (RIAA) pour la vente de 400 000 exemplaires,. Il a atteint la 37e place du Billboard 200 et s'est hissé en tête du palmarès des albums régionaux mexicains,. Au Mexique, l'album a atteint la première place du Top 100 mexicain (en) et a été le troisième meilleur vendeur de l'année 2005. Il a été certifié triple platine et diamant par l'Asociación Mexicana de Productores de Fonogramas y Videogramas pour la vente de 800 000 exemplaires.
México en la Piel est arrivé en tête du classement des albums en Argentine et a été certifié double platine par la Chambre argentine des producteurs de phonogrammes et de vidéogrammes pour la vente de 80 000 exemplaires,. Il a également atteint la première place en Espagne, et a été certifié platine pour la vente de 100 000 unités,. L'album a été certifié platine au Chili et en Colombie, et double platine au Venezuela,. En 2011, México en la Piel s'était vendu à plus de trois millions d'exemplaires.

## Liste des titres
Adapté de Discogs.
| No  | Titre                   | Auteur                                | Durée |
| --- | ----------------------- | ------------------------------------- | ----- |
| 1.  | El viajero              | Roberto Sierra, José Martinez Barajas | 3:37  |
| 2.  | Entrega total           | Abelardo Pulido                       | 2:13  |
| 3.  | Échame a mí la culpa    | José Ángel Espinosa                   | 3:09  |
| 4.  | México en la piel       | José Manuel Fernández Espinoza        | 3:29  |
| 5.  | Cruz de olvido          | Juan Zaizar                           | 3:30  |
| 6.  | De qué manera te olvido | Fderico Méndez                        | 2:31  |
| 7.  | Luz de luna             | Álvao Carrillo                        | 2:54  |
| 8.  | Motivos                 | Italo Pizzolante                      | 3:32  |
| 9.  | Cielo Rojo              | Juan Zaizar, David Zaizar             | 2:55  |
| 10. | Paloma querida          | José Alfredo Jiménez                  | 2:45  |
| 11. | Que seas feliz          | Consuelo Velázquez                    | 3:05  |
| 12. | Un mundo raro           | José Alfredo Jiménez                  | 2:40  |

### Bonus Track
| No  | Titre          | Auteur                             | Durée |
| --- | -------------- | ---------------------------------- | ----- |
| 13. | Sabes una cosa | Manuel Lozano Gallo, Rubén Fuentes | 3:20  |

### Édition de diamant
| No  | Titre       | Auteur          | Durée |
| --- | ----------- | --------------- | ----- |
| 14. | Por un amor | Gilberto Parra  | 2:42  |
| 15. | Mi ciudad   | Guadalupe Trigo | 3:37  |

### DVD Édition de diamant
| No | Titre                   | Auteur                                | Durée |
| -- | ----------------------- | ------------------------------------- | ----- |
| 1. | Que seas feliz (Video)  | Consuelo Velázquez                    | 3:06  |
| 2. | El viajero (Video)      | Roberto Sierra, José Martínez Barajas | 3:40  |
| 3. | Y (Video)               | Mario de Jesús Báez                   | 2:57  |
| 4. | La bikina (Video)       | Rubén Fuentes                         | 3:01  |
| 5. | La media vuelta (Video) | José Alfredo Jiménez                  | 4:28  |

## Crédits
Adaptés d'AllMusic.

### Crédits musicaux
- Paulina Aguirre – chœurs
- Alberto Alfaro – violon
- Martin Alfaro – 	violon
- Gustavo Alvarado – trompette
- Fernando Martínez Arreguín – violon
- Phil Ayling – flûte, hautbois
- Robert Becker – alto
- Víctor "El Pato" Cárdenas – vihuela
- Luis Conte –percussions
- Larry Corbett –violoncelle
- Daniel Greco – marimba
- Julio Hernández – violon
- Kim Hutchcroft – flûte
- Julio Martínez – harpe
- Darrin McCann – alto
- Luis Miguel – chant
- Tommy Morgan – harmonica
- Carlos Murguía – chœurs
- Dan Navarro – chœurs
- Kenny O'Brien – chœurs
- Felipe Pérez –  violon
- Juan Rodríguez – violon
- Enrigue Santiago – guitarrón
- Xavier Serano – trompette
- Daniel Smith – violoncelle
- Ramón Stagnaro – guitare acoustique
- Richard Todd – cor d'harmonie
- Federico Torres – trompette
- Gisa Vatcky – chœurs
- Tata Vega – chœurs
- Brad Warnaar – cor d'harmonie

### Crédits techniques
- Alejandro Asensi – producteur exécutif
- Jeff Burns –  assistant de production
- Michael Eleopoulos – assistant de production
- Jeri Heiden – design graphique
- Joanne Jaworowski – design graphique
- Francisco Loyo – producteur
- Salo Loyo – ingénieur du son
- Armando Manzanero – direction musicale, pré-production
- Diego Manzanero – pré-production
- Alan Mason – assistant mixage
- Ron McMaster – mastering
- Andrew McPherson – photographie
- Luis Miguel – producteur
- Glen Nakasako – design graphique
- Rafa Sardina – ingénieur du son
- Shari Sutcliffe – coordination de production
- Kevin Szymanski – assistant mixage

## Classements

### Hebdomadaires
| Hitparade (2004)                             | Meilleur classement | Réf.   |
| -------------------------------------------- | ------------------- | ------ |
| Argentine (CAPIF)                            | 1                   | [ 44 ] |
| Mexique (Top 100 Mexique)                    | 1                   | [ 42 ] |
| Espagne (PROMUSICAE)                         | 1                   | [ 46 ] |
| États-Unis Billboard 200                     | 37                  | [ 40 ] |
| États-Unis Billboard Top Latin Albums        | 1                   | [ 53 ] |
| États-Unis Billboard Regional Mexican Albums | 1                   | [ 41 ] |

### Annuels
| Hitparade (2004/2005)                        | Classement | Réf.   |
| -------------------------------------------- | ---------- | ------ |
| Mexique (Top 100 Mexique)                    | 3          | [ 42 ] |
| Espagne (PROMUSICAE)                         | 23         | [ 54 ] |
| États-Unis Top Latin Albums (Billboard)      | 7          | [ 38 ] |
| États-Unis Billboard Regional Mexican Albums | 2          | [ 55 ] |
| Hitparade (2018)                             | Classement | Réf.   |
| Albums mexicains (AMPROFON)                  | 83         | [ 56 ] |